# Arianna (Marcello)
Arianna (Ariadna) es una ópera (llamada "trama escénico musical para cinco voces"), en dos partes, con música de Benedetto Marcello y libreto de Vincenzo Cassani. Se estrenó en el invierno de 1726-1727 en Venecia, desconociéndose el teatro y la fecha exacta de la primera representación. 
El trabajo fue publicado dos siglos después en el año 1948 en Bolonia. Esta Arianna se representa muy raramente; en las estadísticas de Operabase Archivado el 14 de mayo de 2017 en Wayback Machine. aparece con sólo una representación en el período 2005-2010, siendo la primera y única que aparece de Marcello.